# Ватиканський апостольський архів
Ватиканський апостольський архів (лат. Archivum Apostolicum Vaticanum) — зібрання архівних документів від середньовіччя до наших днів, що зберігається у Ватикані. Загальна протяжність стелажів з документами сягає 85 км. До 2019 року архів мав назву Ватиканський секретний (приватний) архів. 22 жовтня 2019 року папа Франциск motu proprio змінив назву Ватиканського секретного архіву на Ватиканський апостольський архів.

## Історія
Історія зібрань архіву почалася значно раніше, проте офіційно архів засновано 1610 року за папи Павла V, коли відбулося відділення архіву від Ватиканської бібліотеки.
1810 року Наполеон наказав перевезти архів до Парижа, після повернення архіву до Ватикану в 1815 − 1817 роках було виявлено численні втрати архівних матеріалів.
До кінця 19 століття архівні матеріали були закриті для відвідувачів, що неодноразово породжувало різні чутки та теорії змови про документи, які там зберігаються. Проте ще з XVII століття за особистим клопотанням науковцям надавалася можливість ознайомитися з окремими архівними документами.

### Відкриття архівів
Уперше для вчених архів Павла V (1605—1621) був відкритий в 1881 з ініціативи папи Лева XIII.
У 1924 Пій XI відкрив доступ до документів до 1846 (рік смерті папи Григорія XVI).
Пій XII підготував відкриття документів Пія IX (1846—1878), що відбулося в 1966 за папи Павла VI.
За папи Івана Павла II в 1978 відкриті архіви понтифікату Лева XIII (1878–1903), у 1985 — Пія X (1903—1914) та Бенедикта XV (1914—1922), на початку 2006 — матеріали понтифікату Пія XI (1922—1939), на початку лютого 2020 — матеріали понтифікату Пія ХІІ (1939—1958).

## Фонди
У XX столітті до архіву приєднані архіви конгрегацій Апостольського палацу, Першого Ватиканського Собору, Другого Ватиканського Собору (2000 року). В архіві зокрема зберігається листування курії з Папськими нунціями та іноземними дворами. Зібрання розділене на кілька відділень:
- Зібрання Курії
- Зібрання архівів папських представників
- Зібрання архівів окремих сімей та приватних осіб
- Зібрання Ватиканських соборів
- Зібрання орденів, монастирів, абатств

Лише інвентаризовані фонди Секретного архіву становлять 630 різних архівів, усього близько 35 тисяч томів. Частина фондів неінвентаризована. Визначні манускрипти, що зберігаються в архіві:
- Листи Мікеланджело;
- Лист Генріха VIII з проханням анулювати його шлюб;
- Булла про відлучення від церкви Мартіна Лютера;
- Диктат папи (Dictatus Рара).

## Доступ до архівів
2 лютого 2020 року для відвідувачів були відкриті акти з понтифікату папи Пія XII (1939—1958). У Ватиканському апостольському архіві щорічно працюють близько 1500 вчених з усіх країн світу.

## Керівництво
На чолі архіву стоїть Архівіст Святої Римської Церкви. Ця посада традиційно суміщається із посадою Бібліотекаря Святої Римської Церкви. Тепер архівістом є архієпископ Жозе Толентіно Мендонса. У керівництві йому допомагає префект, котрий відповідальний за фонди, тепер ним є єпископ Серджіо Паґано.